# František Ignác Antonín Tůma

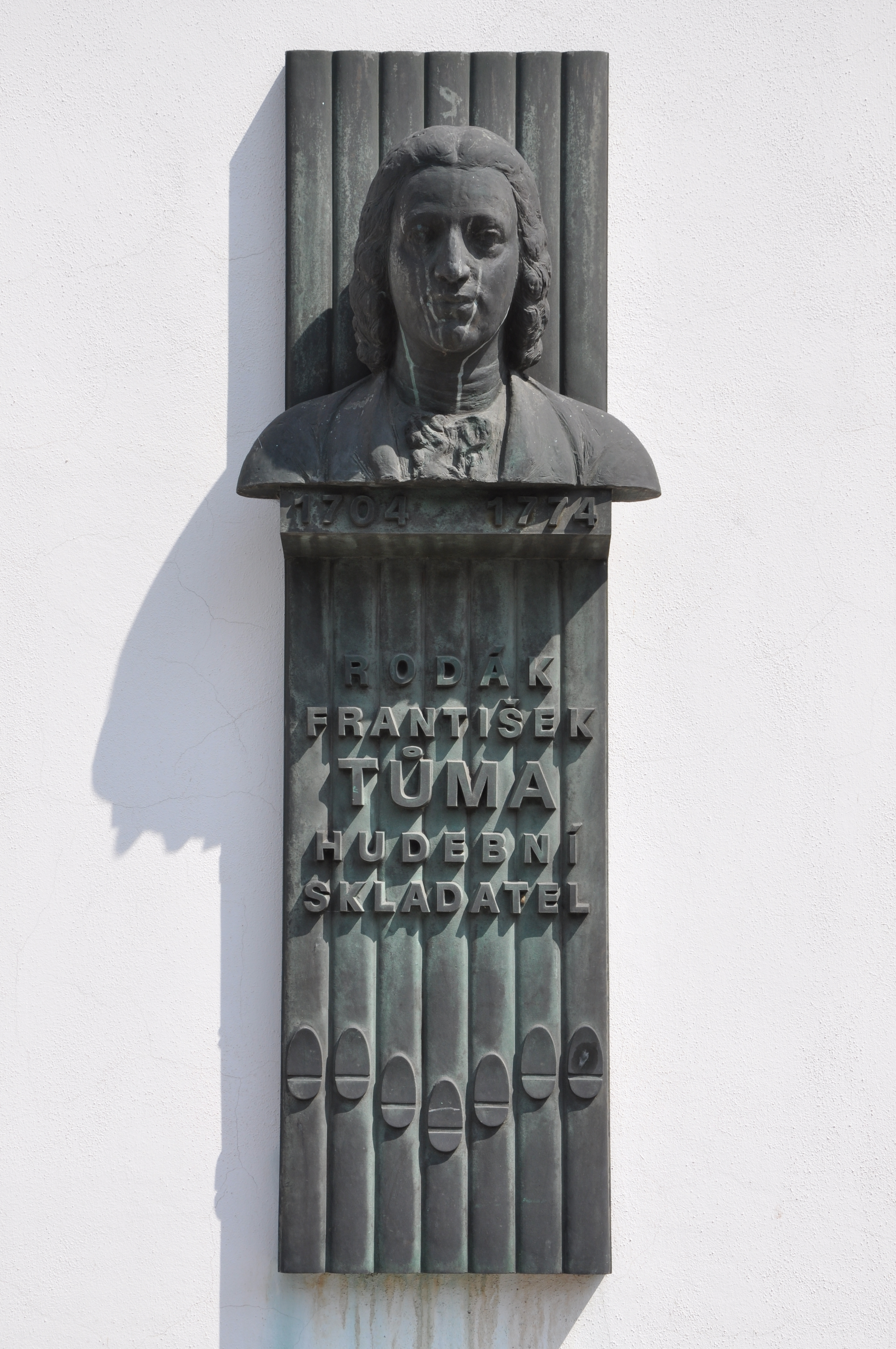
Borstbeeld van
František Ignác Antonín Tůma
in Kostelec nad Orlicí

František Ignác Antonín Tůma (ook: Franz Seraf Ignaz Anton Tuma) (Kostelec nad Orlicí (Duits: Adlerkosteletz), Bohemen, 2 oktober 1704 – Leopoldstadt (nu: Wenen), 30 januari 1774) was een Boheemse componist, kapelmeester en organist.

## Levensloop
Tůma kreeg zijn eerste muzieklessen van zijn vader, de kerk-organist Václav Tůma. Later was hij scholier aan het Clementinum, een bekend en belangrijk jezuïeten-seminarie in Praag. Daar was hij ook koorlid en zong onder Bohuslav Matěj Černohorský aan de Minorieten-kerk van St. Jakob in Praag. Het is waarschijnlijk dat hij ook lessen bij Černohorský heeft gehad.
In april 1729 werd zijn zoon geboren.
Hij was kapelmeester van het hoforkest van graf Franz Ferdinand Kinsky von Wchinitz en Tettau in Gambitz, Neder-Silesië (nu: Karlova Koruna, Tsjechië), de hoogste kanselier en koninklijke gevolmachtigde voor de jacht van Bohemen. Met deze graaf vertrok Tůma naar Wenen en werkte eerst als organist en koorleider. Met een studiebeurs van graaf Kinsky kon hij bij Johann Joseph Fux in Wenen contrapunt studeren. Samen men Jiří Antonín Benda en Sylvius Leopold Weiss volgde hij de première van de opera "Constanza e Fortezza" van Fux. In 1734  werd hij door graf Kinsky als kapelmeester voor de Praagse kathedraal aanbevolen, maar zijn sollicitatie was te laat en hij bleef in dienst van de graaf tot in 1741, het jaar, waarin de graaf overleed. In 1742 werd hij kapelmeester in de dienst van de weduwe van keizer Karel Elisabeth Christine van Brunswijk-Wolfenbüttel. Daarna was hij ook nog kapelmeester bij keizerin Maria Theresia van Oostenrijk.
In 1768 werd hij lid van het klooster van de premonstratenzers in Geras.
Als componist schreef hij rond vijfenzestig missen, vijf zettingen van het stabat mater, 29 psalmen naast, 20 litanieën, talrijke sonates, partita's en symfonieën.

## Composities

### Werken voor orkest
- IX. partita, voor strijkers en orgel
- II. sonata, voor strijkers, trombone en orgel
- III. sonata, voor strijkers en orgel
- IV. sonata, voor orkest en orgel
- Composizioni strumentali, voor strijkorkest en klavecimbel
- Parthia in d klein, voor strijkorkest en piano
- Partita nr. VIII. G groot, voor strijkorkest en klavecimbel
- Partita no. X., voor strijkorkest en klavecimbel
- Partita in F-groot, voor strijkorkest en klavecimbel
- Partita in C-groot, voor strijkorkest en klavecimbel
  1. Intrada
  2. Adagio
  3. Menuet I, II
  4. Bourlesque
- Sinfonia nr. 7 in A, voor strijkers en orgel
- Sinfonie nr. 6 Bes groot, voor strijkers en orgel
  1. Adagio
  2. Allegro
  3. Andante
  4. Allegretto
- Sinfonia nr. 11 g klein , voor strijkers en orgel
- Symfonie nr. 12 D-groot, voor strijkorkest en klavecimbel
- Symfonie G-groot, voor strijkorkest en klavecimbel
- Sonata I. e klein, voor strijkorkest en orgel
- Sonata II. e klein, voor orkest en orgel
- Sonata V., voor twee violen solo, strijkorkest en orgel
- Sonata in G, voor orkest

### Missen en gewijde muziek
- In Te, Domine, speravi
- Lytaniae Lauretanae
- Magnificat
- Miserere mei, Deus
- Missa in C groot
- Missa in e-klein
- Nunc dimittis, servum tuum , Domine
- Requiem
- Responsoria velikonoèního týdne, voor gemengd koor en orgel
- Responsoria pašijového týdne, voor gemengd koor en orgel
- Resposoria pro hebdomada sancta (Responsoria voor de goede vrijdag), voor gemengd koor en orgel
- Stabat Mater g-klein, voor gemengd koor en orgel
- Zpěvy o umučení
- Vánoční hymnus (Kerst hymne)

### Kamermuziek
- Chrámových sonát, voor twee violen en basso continuo
  1. Chrámová sonáta číslo 1
  2. Chrámová sonáta číslo 2
  3. Chrámová sonáta číslo 3
  4. Chrámová sonáta číslo 4
  5. Chrámová sonáta číslo 5
  6. Chrámová sonáta číslo 6
- Sonate a-klein
- Sonate e-klein, voor twee violen, altviool en cello

### Werken voor orgel
- I. sonata
- Suite for Organ

## Publicaties
- František Ignác Antonín Tůma: Composizioni strumentali - František Ignác Antonín Tůma. in de reeks: Musica antiqua Bohemica; 69, Partitur - Praha,  SHV, 1967. 97 p.